# Jassargus danielssoni
Jassargus danielssoni är en insektsart som beskrevs av Dlabola 1987. Jassargus danielssoni ingår i släktet Jassargus och familjen dvärgstritar. Inga underarter finns listade i Catalogue of Life.